# 로터리 제설차

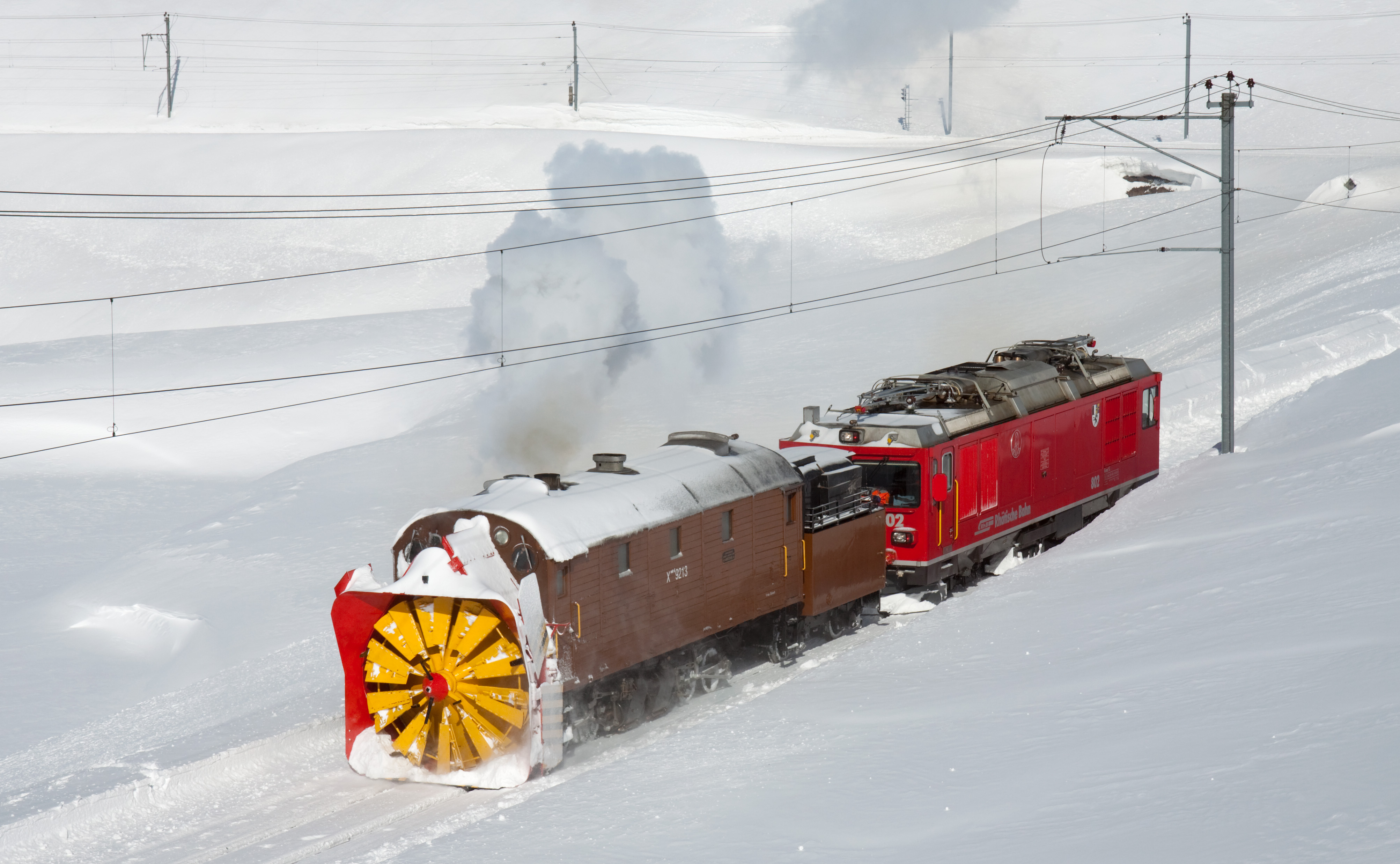

로터리 제설차(Rotary snowplow)는 앞 선로의 제설을 위해 회전하는 앞쪽 끝에 큰 원형 블레이드 세트가 있는 철도 제설 장비이다. 로터리 제설차의 전신은 웨지 스노플로우(wedge snowplow)였다.

## 역사
로터리는 1869년에 캐나다 토론토의 치과의사 J.W. 엘리엇에 의해 발명되었다. 그는 작동하는 모델이나 프로토타입을 만든 적이 없다. 온타리오주 오렌지빌의 오렌지 줄(Orange Jull)은 엘리엇의 디자인을 확장하여 모래를 사용하여 테스트한 작업 모델을 만들었다. 1883~84년 겨울 동안 줄은 토론토의 레슬리 형제와 계약을 맺고 실제 크기의 프로토타입을 제작했는데 성공을 거두었다. 줄은 나중에 자신의 디자인 권리를 뉴저지주 패터슨에 로터리 스팀 쇼벨 매뉴팩처링 컴퍼니(Rotary Steam Shovel Manufacturing Company)를 설립한 레슬리 형제에게 매각했다. 레슬리 형제는 실제 공사를 수행하기 위해 패터슨(Paterson)의 쿡 로코모티브 앤 머신 웍스(Cooke Locomotive & Machine Works)와 계약을 맺었다.
또 다른 발명가는 루이스 P. 캠벨(Lewis P. Campbell) 대령이다. 그는 미국 특허 1848554(1929년 출원)에 등재되어 있다.